# Blublu
Blublu (ou Blú Blú) est une localité de Sao Tomé-et-Principe située au nord-est de l'île de São Tomé, dans le district de Mé-Zóchi. C'est une ancienne roça.

## Population
Lors du recensement de 2012, 19 habitants y ont été dénombrés.